# 拉帕尔马岛丰卡连特
拉帕尔马岛丰卡连特（西班牙語：Fuencaliente de la Palma），是西班牙加那利群岛圣克鲁斯-德特内里费省的一个市镇，位于拉帕尔马岛的最南端。总面积56.42平方公里，总人口1709人（2018年），人口密度30人/平方公里。

## 人口
| 拉帕尔马岛丰卡连特马历史人口 |
|                              |
| 来源：加那利群岛统计局       |

## 图集

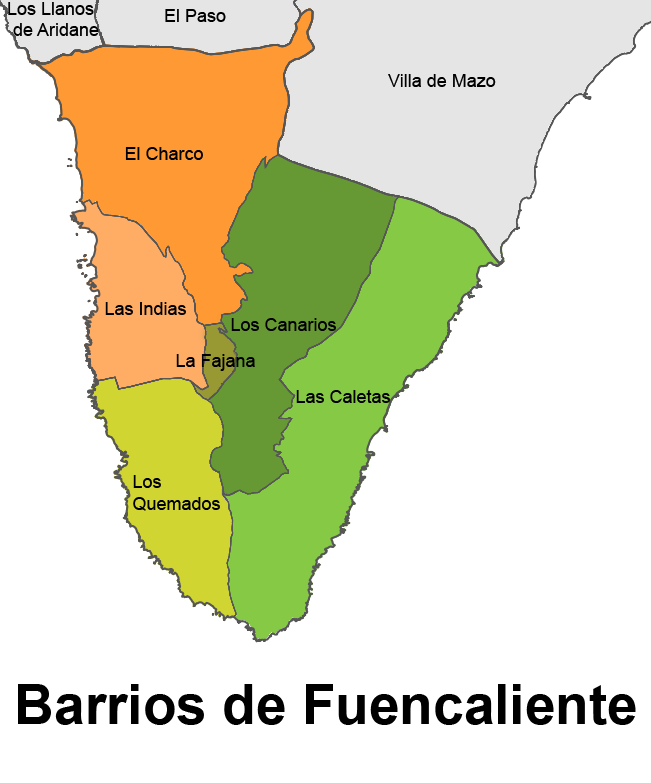
行政区划
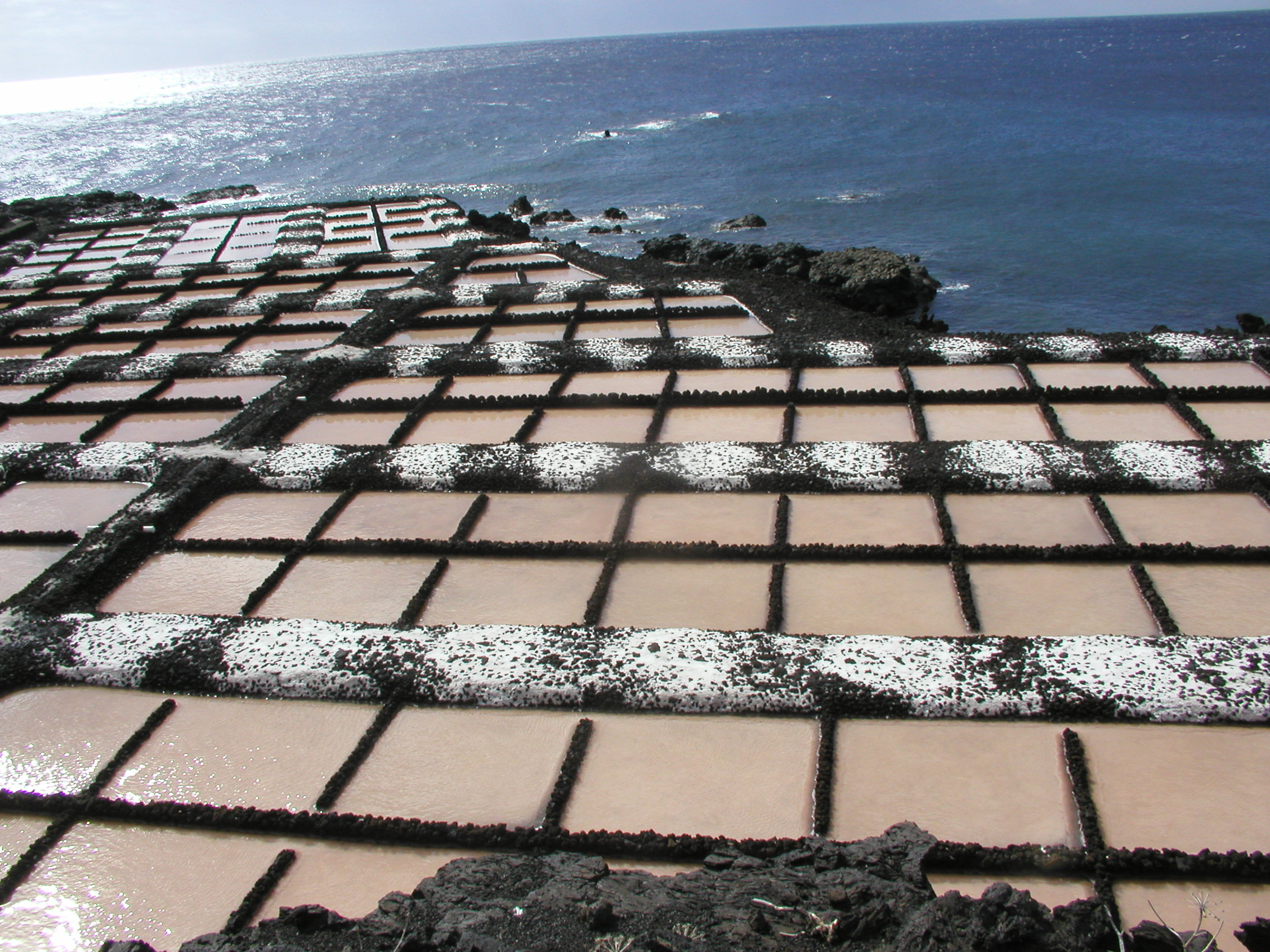
海盐场
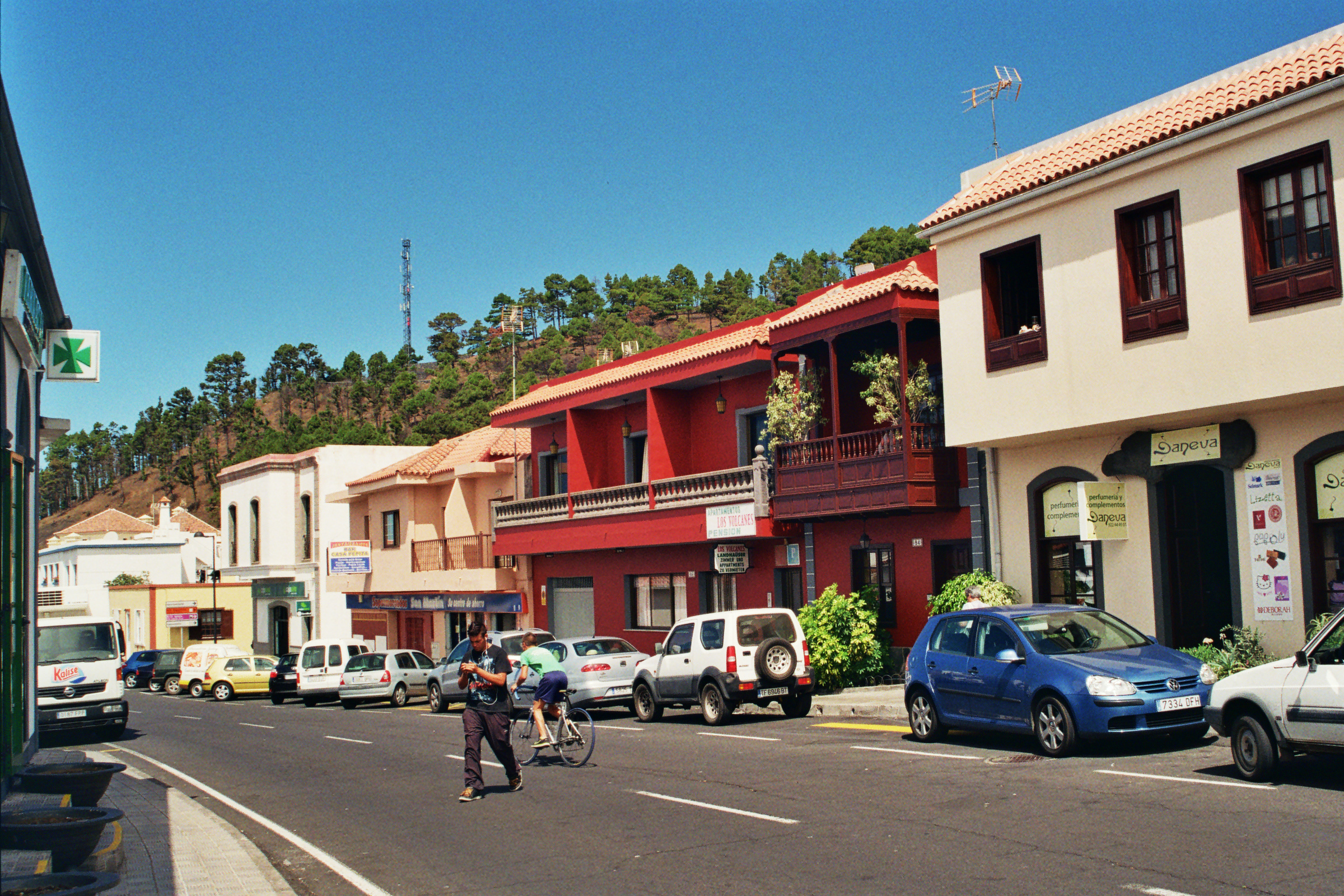
市内
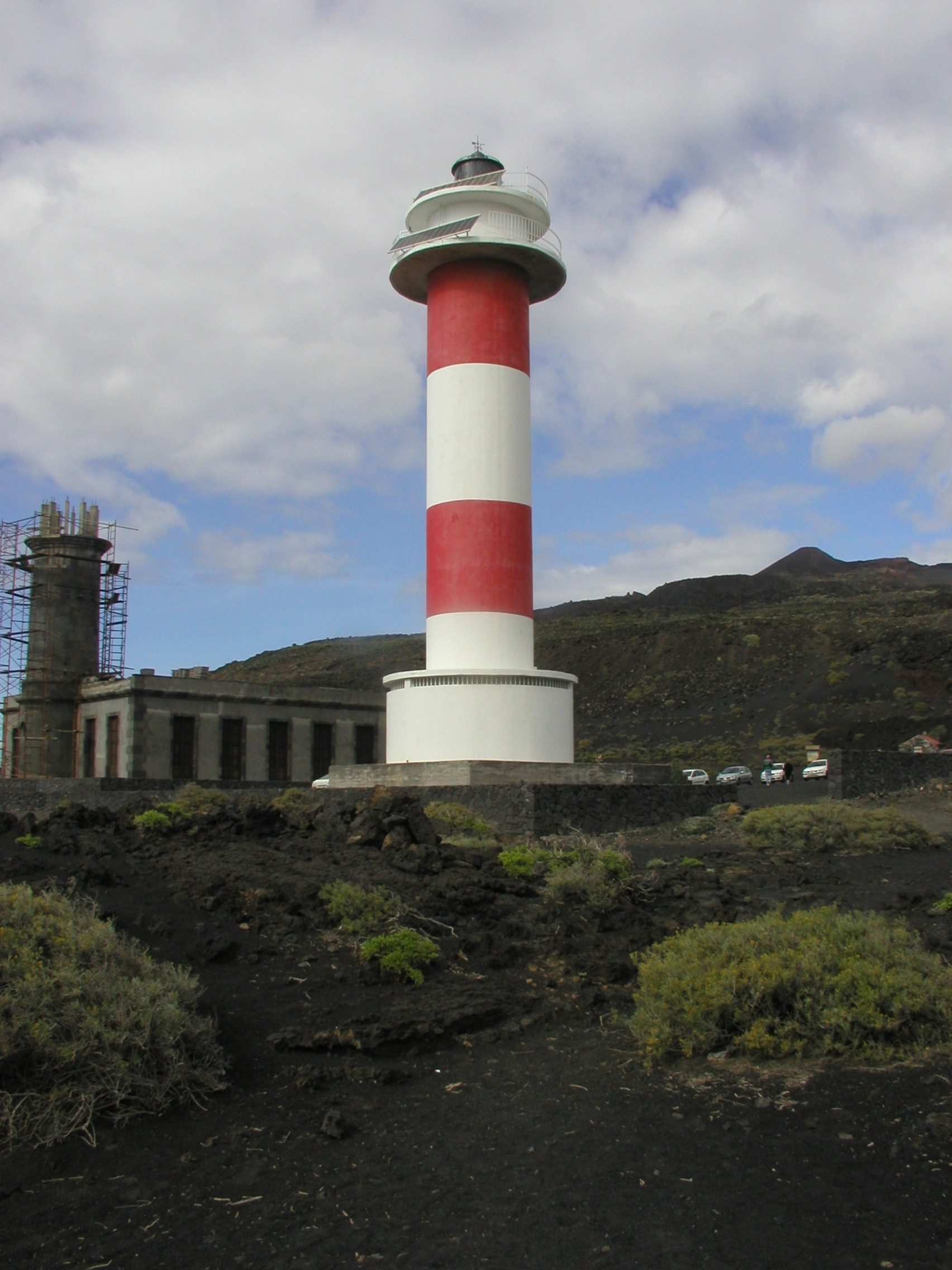
灯塔